# أرومة ليفية عضلية
الأرومة الليفية العضلية هي خلية تتوسط الخلية الليفية اليافعة وخلية العضلات الملساء في النمط الظاهري.